# Whitemans Green
Whitemans Green is een deel van de Engelse plaats Cuckfield, dit is een parish in het Graafschap West Sussex. 
In 1822 vond Gideon Mantell hier in een steengroeve de resten van wat later de Iguanodon zou gaan heten.